# Антигва и Барбуда на Олимпијским играма
Антигва и Барбуда је први пут на Олимпијским играма учествовала 1976. године на Летњим олимпијским играма одржаним у Монтреалу. Већ на следећим играма није учествовала због бојкота Летњих олимпијских игара који су организовале западне државе предвожене САД.
Антигва и Барбуда до сада нису освојили ниједну олимпијску медаљу и нису учествовали на на једним Зимским олимпијским играма.
Олимпијска асоцијација Антигве и Барбуде је основана 1966. године, после распада федерације Западноиндијских острва 1962. а призната је од стране Међународног олимпијског комитета 1976. године.

## Медаље

### Учешће и освојене медаље на ЛОИ
| Учешће и освојене медаље Антигве и Барбуда на ЛОИ |                                       |                                       |                                       |                                       |                                       |                                       |                                       |                                       |                                       |                                       |
| ЛОИ                                               | Носилац заставе                       | Учешће                                | Муш.                                  | Жене                                  | сопрт.                                | Злато                                 | Сребро                                | Бронза                                | Укупно                                | Пласман                               |
| 1976. Монтреал                                    |                                       | 10                                    | 10                                    | 0                                     | 2                                     | 0                                     | 0                                     | 0                                     | 0                                     |                                       |
| 1980. Москва                                      | Антигва и Барбуда је бојкотовала игре | Антигва и Барбуда је бојкотовала игре | Антигва и Барбуда је бојкотовала игре | Антигва и Барбуда је бојкотовала игре | Антигва и Барбуда је бојкотовала игре | Антигва и Барбуда је бојкотовала игре | Антигва и Барбуда је бојкотовала игре | Антигва и Барбуда је бојкотовала игре | Антигва и Барбуда је бојкотовала игре | Антигва и Барбуда је бојкотовала игре |
| 1984. Лос Анђелес                                 | Лестер Бенџамин                       | 14                                    | 10                                    | 4                                     | 3                                     | 0                                     | 0                                     | 0                                     | 0                                     |                                       |
| 1988. Сеул                                        | Џоселин Џозеф                         | 15                                    | 12                                    | 3                                     | 4                                     | 0                                     | 0                                     | 0                                     | 0                                     |                                       |
| 1992. Барселона                                   |                                       | 13                                    | 9                                     | 4                                     | 3                                     | 0                                     | 0                                     | 0                                     | 0                                     |                                       |
| 1996. Атланта                                     | Хедер Самјуел                         | 13                                    | 8                                     | 5                                     | 4                                     | 0                                     | 0                                     | 0                                     | 0                                     |                                       |
| 2000. Сиднеј                                      | Хедер Самјуел                         | 3                                     | 2                                     | 1                                     | 2                                     | 0                                     | 0                                     | 0                                     | 0                                     |                                       |
| 2004. Атина                                       | Данијел Бејли                         | 5                                     | 3                                     | 2                                     | 2                                     | 0                                     | 0                                     | 0                                     | 0                                     |                                       |
| 2008. Пекинг                                      | Џејмс Грејман                         | 5                                     | 4                                     | 1                                     | 2                                     | 0                                     | 0                                     | 0                                     | 0                                     |                                       |
| 2012. Лондон                                      | Данијел Бејли                         | 4                                     | 2                                     | 2                                     | 2                                     | 0                                     | 0                                     | 0                                     | 0                                     |                                       |
| 2016. Рио де Жанеиро                              |                                       |                                       |                                       |                                       |                                       |                                       |                                       |                                       |                                       |                                       |
| 2020. Токио                                       |                                       |                                       |                                       |                                       |                                       |                                       |                                       |                                       |                                       |                                       |
| 2024. Париз                                       |                                       |                                       |                                       |                                       |                                       |                                       |                                       |                                       |                                       |                                       |
| 2028. Лос Анђелес                                 | предстојећи догађај                   |                                       |                                       |                                       |                                       |                                       |                                       |                                       |                                       |                                       |
| 2032. Бризбејн                                    | предстојећи догађај                   |                                       |                                       |                                       |                                       |                                       |                                       |                                       |                                       |                                       |
| Укупно 9 (10)                                     |                                       | 82                                    | 60                                    | 22                                    |                                       | 0                                     | 0                                     | 0                                     | 0                                     |                                       |

### Преглед учешћа спортиста Антигве и Барбуда по спортовима на ЛОИ
Стање после ЛОИ 2012.
| Спорт        | Период | Период   | Укупно | Мушки | Жене |   |   |   |   |
| Спорт        | Прво   | Последње | Укупно | Мушки | Жене |   |   |   |   |
| ------------ | ------ | -------- | ------ | ----- | ---- | - | - | - | - |
| Атлетика     | 1976   | 2012     | 36     | 25    | 11   | 0 | 0 | 0 | 0 |
| Бициклизам   | 1976   | 1996     | 10     | 10    | 0    | 0 | 0 | 0 | 0 |
| Бокс         | 1988.  | 1988.    | 2      | 2     | 0    | 0 | 0 | 0 | 0 |
| Једрење      | 1984.  | 2000.    | 8      | 6     | 2    | 0 | 0 | 0 | 0 |
| Кајак и кану | 1996.  | 1996.    | 3      | 2     | 1    | 0 | 0 | 0 | 0 |
| Пливање      | 2004.  | 2012.    | 4      | 2     | 2    | 0 | 0 | 0 | 0 |
| Укупно (6)   |        |          | 63     | 47    | 16   | 0 | 0 | 0 | 0 |

Разлика у горње две табеле од 19 учесника (13 мушкараца и 6 жена) настала је у овој табели јер је сваки спортиста без обриза колико је пута учествовао на играма и у колико разних дисциплина и спортова на истим играма рачунат само једном.

## Занимљивости
- Најмлађи учесник: Christal Clashing, 14 година и 347 дана Атина 2004. пливање
- Најстарији учесник: Карло Фалконе, 41. година и 16 дана Атина 2004. једрење
- Највише учешћа: 4 Хедер Самјуел (1992, 1996, 2000 и 2004)
- Највише медаља:
- Прва медаља:
- Прво злато:
- Најбољи пласман на ЛОИ: -
- Најбољи пласман на ЗОИ: -